# Gualdrada Berti
Gualdrada Berti (1160 circa – 1226 circa) fu un personaggio storico della Firenze del XII secolo, reso conosciuto grazie alla sua citazione di Dante Alighieri nella Divina Commedia.

## Biografia

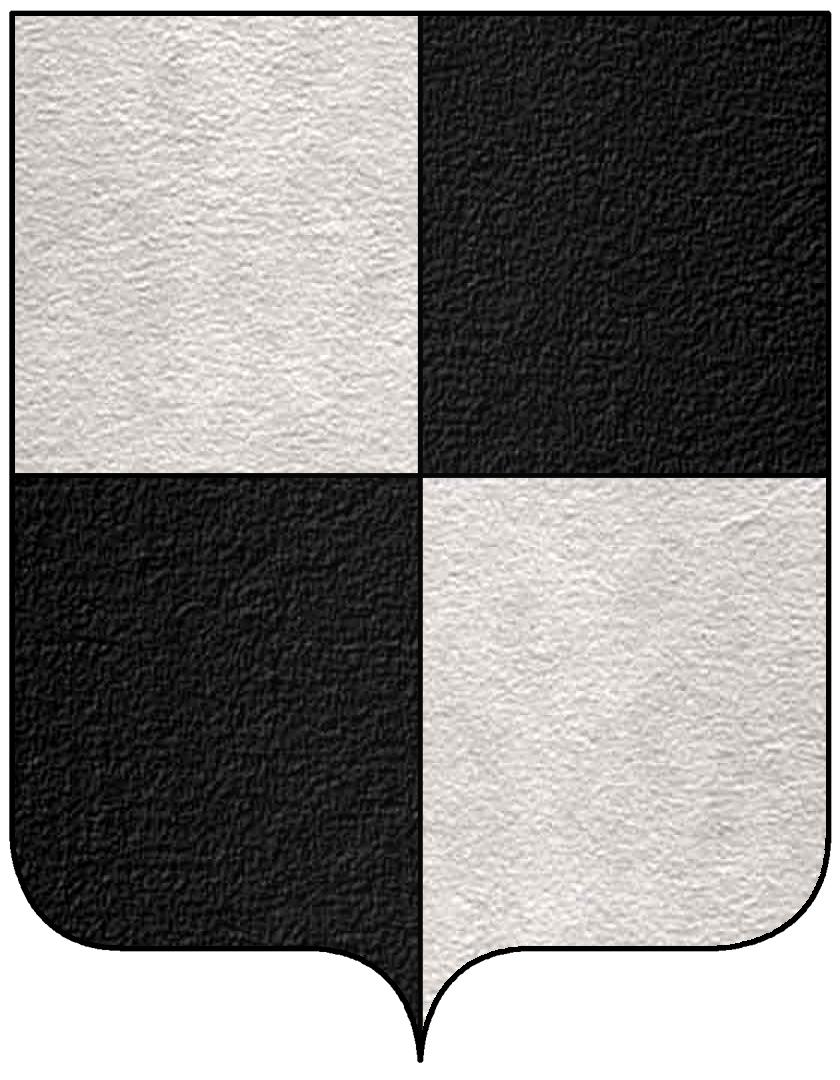
Stemma dei Ravignani

Figlia di Bellincione Berti dei Ravignani, sposò verso il 1180 il conte Guido Guerra III (?-1213) dei Conti Guidi, figlio di Guido detto “Bevisangue”. Dal matrimonio di uno dei loro figli, il conte Marcovaldo, con la contessa Beatrice da Capraia, nacquero alcuni figli, tra cui Guido Guerra. 
È proprio nell'episodio di questo Guido, incontrato da Dante nel suo viaggio immaginario all'Inferno, che Jacopo Rusticucci, suo compagno di pena, lo presenta dicendo che fu un uomo valoroso e importante e che "nepote fu della buona Gualdrada" (Inf. XVI, 37).

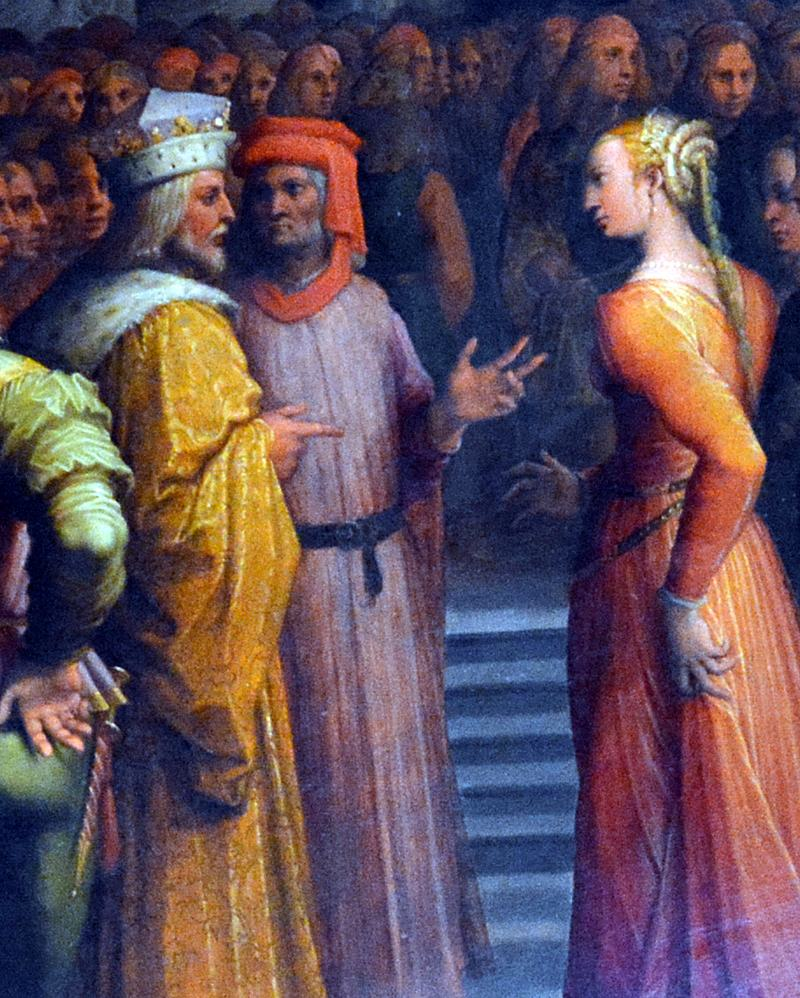
Gualdrada rifiuta di baciare l’imperatore Ottone IV, olio su tavola di Giovanni Stradano sul soffitto della Sala di Gualdrada in Palazzo Vecchio (1561-2)

Viene citata anche da Giovanni Villani nella Nova Cronica (V, 3738) quale esempio di virtù domestica e di pudici costumi: alla venuta dell'imperatore Ottone IV di Brunswick a Firenze, Gualdrada si rifiutò di baciarlo dichiarando fedeltà al proprio marito.
Nell'appartamento di Eleonora di Toledo in Palazzo Vecchio fu oggetto degli affreschi di una sala detta appunto della Gualdrada, come simbolo virtuoso di rigore morale.
Giovanni Boccaccio la cita nel suo De mulieribus claris.

## Discendenza
Guido e Gualdrada ebbero cinque figli, capostipiti di alcuni rami della famiglia Guidi:
- Ruggero (?-1225), senza discendenza;
- Guido (1196-1239), sposò Giovanna Pallavicino e fu capostipite del ramo di Bagno, da cui derivò il ramo di Mantova;
- Marcovaldo (?-1229), sposò Beatrice degli Alberti (?-1278) e fu capostipite del ramo di Dovadola;
- Aghinolfo (?-1247), sposò Agnese Fieschi e fu capostipite del ramo di Romena;
- Teudegrimo (Teugrimo) (?-1270), sposò Albiera (?-1254) di Tancredi di Sicilia e fu capostipite del ramo di Modigliana.